# Оканя
Оканя (на испански: Ocaña) е град и община в Колумбия. Намира се в департамент Норте де Сантандер. Столица на провинция Оканя. Икономиката на града се основава на гастрономия, селско стопанство и туризъм. Разположен в североизточната част на страната, Оканя се свързва с някои от най-важните колумбийски градове като Букараманга, Кукута, Санта Марта, Агуачика и др. чрез Национален път 70.
В провинция Оканя се намира уникалната природна зона Лос Есторакес, обявена за „Съкровище на културния интерес“ и „Национален паметник“, а град Оканя се намира на 27 километра от общинското седалище Ла Плая де Белен.
С повече от 120 хиляди жители през 2020 г. това е втората най-населена община в департамента след столицата му Кукута. Общата ѝ площ е 460 км2, което представлява 2,2% от територията на Норте де Сантандер. Максималната надморска височина е 1202 м., а минималната – 761 м.